# Голям Дервент (дем Софлу)
 Тази статия е за селото в Гърция.  За едноименното село в България вижте Голям Дервент.  
Голям Дервент (на гръцки: Μέγα Δέρειο, катаревуса: Μέγα Δέρειον, Мега Дерион) е село в Западна Тракия, Гърция, в дем Софлу, област Източна Македония и Тракия с 545 жители (2001).

## География
Селото е разположено в Източните Родопи на левия бряг на Луда река (Еритропотамос) на 20 километра южно от българо-гръцката граница.

## История
Според Анастас Разбойников, Голям Дервент е основано през четвъртото или петото десетилетие на 15 век като дервентджийско село. В 1830 година то има 700 български къщи и 50 турски, в 1878 – 400 български и 80 турски, в 1912 – 420 български и 80 турски, а в 1920 – 300 български къщи.
Според професор Любомир Милетич в 1912 година в селото има 300 екзархийски български семейства и 100 турски.
При избухването на Балканската война 2 души от селото са доброволци в Македоно-одринското опълчение.
На 8 август 1913 година селото е нападнато от турска войска и башибозук и въпреки отчаяната съпротива на местните българи по-големият дял от Голям Дервент е опожарен. Мнозина от жителите на селото са избити, много жени са изнасилени, някои намират убежище в Доганхисар, Дедеагач или в България. След 1920 година българските жители на селото се изселват окончателно в България. Те се настаняват в Бургас, Мокрен (4 семейства), Загорци (4 семейства), Веселие, Мамарчево, Соколенци (2 семейства) и други селища.
През двадесетте години в Голям Дервент са заселени много гърци бежанци от Турция. Днес в селото живеят едва няколко възрастни гърци. Останалото население е помашко, българоезично.
Старата българска църква е разрушена до основи и няма никакви следи от нея. Мястото ѝ е било на около 200 метра северно от площада (сега частни имоти).
Край селото има теке, което се посещава от местните помаци, спадащи към къзълбашите и алианите.
В миналото в Голям Дервент на 2 май ежегодно се е провеждал панаир, известен с пазара на едър и дребен добитък.

## Личности
Родени в Голям Дервент
- Петър Тодоров Камашиков – Малък Петър, български революционер от ВМОРО, ръководител на селския революционен комитет към 1905 година[9]
- Стою Михалев (Милков) Ангелов, македоно-одрински опълченец, жител на Ямбол, 1 рота на Лозенградската партизанска дружина, убит при Дерекьой на 9 октомври 1912 година[10]